# Первая орбита
«Первая орбита» (англ. First Orbit) — полнометражный, экспериментальный документальный фильм о «Востоке-1», первом пилотируемом космическом полете вокруг Земли. Сравнением орбиты Международной космической станции с орбитой «Востока-1» как можно более точно, с точки зрения траектории и времени суток, режиссёр-документалист Кристофер Райли и астронавт Европейского космического агентства Паоло Несполи смогли снять фильм о том, что Юрий Гагарин увидел во время своего первопроходческого орбитального космического полета. Этот отснятый материал был нарезан вместе с оригинальными аудиозаписями миссии «Восток-1», полученной от Российского государственного архива научно-технической документации. В фильме использованы оригинальные партитуры композитора Филиппа Шеппарда.

## Производство

### Музыка
Музыка к «Первой орбите» была написана Филипом Шеппардом и взята из его альбома Cloud Song. Райли впервые работал с Филиппом в 2006 году над фильмом «In the Shadow of the Moon», награждённым призом документального фильма Сандэнс. С тех пор Филипп работал над новым набором музыки, вдохновленной космическими полетами, который он пожертвовал этому новому проекту фильма.
Кстати, музыка из фильма была взята на борт МКС астронавтом НАСА Кэтрин Колман, прежде чем эта музыка была использована в фильме. Кэтрин Колман полетела на МКС с космонавтом и оператором Первой орбиты Паоло Несполи.

### Архивные записи
Поставщиком источников оригинальных аудиозаписей миссии Гагарина для «Первой орбиты» был Российский государственный архив научно-технической документации. Эти исторические записи преимущественно документируют беседу между Юрием Гагариным на борту Востока-1 и Сергеем Королёвым на земле. Насколько известно архиву, это первый раз, когда полные записи полёта услышали за пределами России. Дополнительные архивные аудио-записи в фильме получены из Московской радиопередачи во время полёта, сводок новостей из BBC и ИТАР-ТАСС. Российские аудио-записи в фильме снабжены субтитрами на английском языке.

## Глобальное распространение
Готовый фильм был представлен на веб-сайте www.firstorbit.org в глобальной премьере YouTube 12 апреля 2011 года. Он был выпущен на условиях лицензии Creative Commons Attribution.